# Abram Duryée
 (octobre 2018).
Si vous disposez d'ouvrages ou d'articles de référence ou si vous connaissez des sites web de qualité traitant du thème abordé ici, merci de compléter l'article en donnant les références utiles à sa vérifiabilité et en les liant à la section « Notes et références ».
Abram Duryée (ou Abram Duryea) est un général américain ayant combattu au côté des forces de l'Union lors de la guerre de Sécession.
Il est né le 29 avril 1815 et mort le 27 septembre 1890.